# Taeromys microbullatus
Espèce
Statut de conservation UICN

 DD  : Données insuffisantes
Taeromys microbullatus est une espèce de rongeur de la famille des Muridae, du genre Taeromys, endémique d'Indonésie.

## Taxonomie
L'espèce est décrite pour la première fois par les zoologues américains George Henry Hamilton Tate et Richard Archbold en 1935 sur la base de trois spécimens récoltés en 1932.

## Distribution et habitat

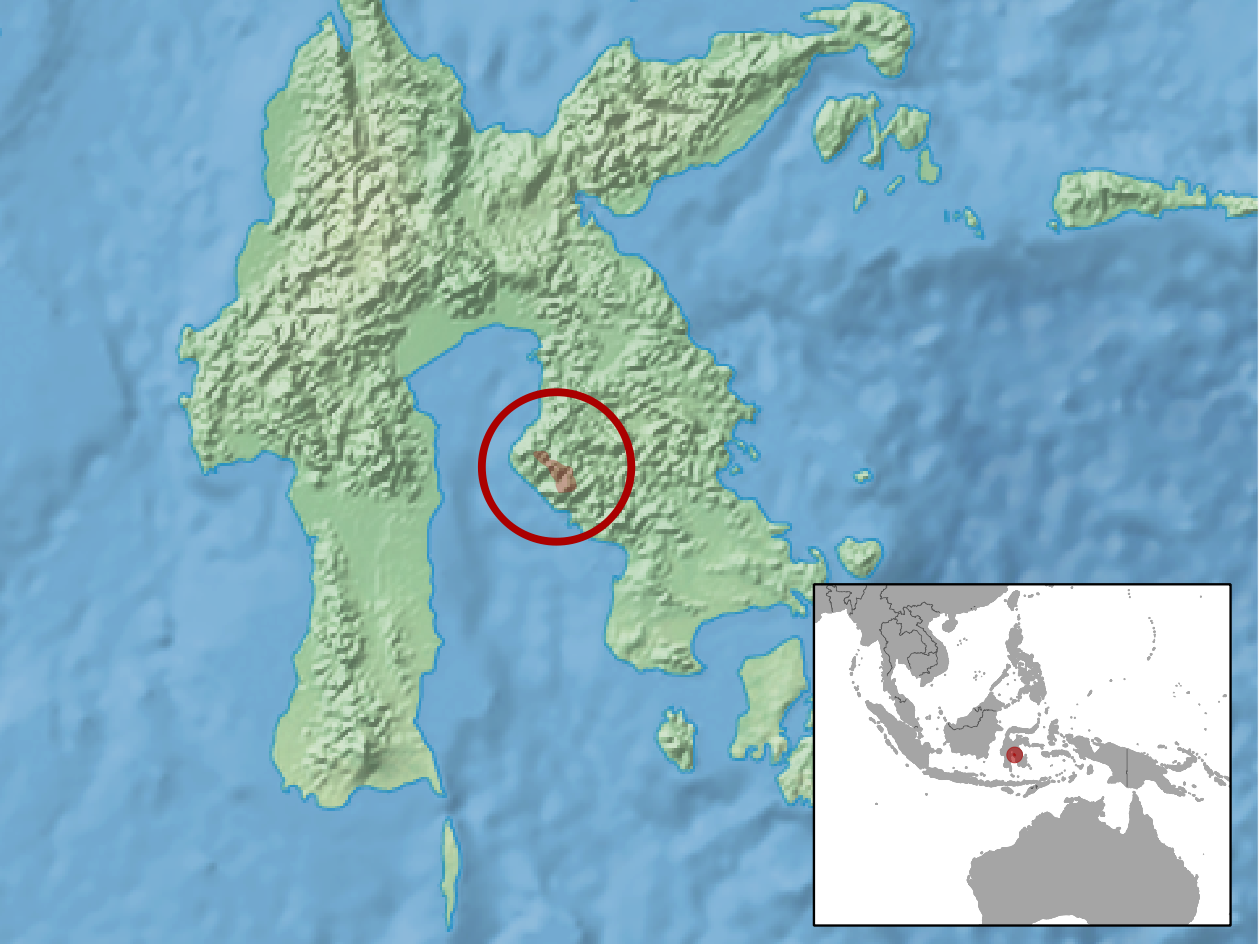
Répartition de l'espèce.

L'espèce est présente en une seule région, dans la forêt tropicale humide de Tanke Salokko, point culminant de la région de Mekongga dans le sud-est de Sulawesi en Indonésie à 1 500 mètres d'altitude.

## Menaces
L'Union internationale pour la conservation de la nature la place dans la catégorie « Données insuffisantes » par manque de données relatives au risque d'extinction en 2008.